# Molnár János-barlang
A Molnár János-barlang Magyarország fokozottan védett barlangjai közül az egyik. A Duna–Ipoly Nemzeti Parkban lévő Budai-hegységben, Budapest II. kerületében helyezkedik el. Magyarország víz alatt lévő legnagyobb barlangja. A Budai-hegység és Budapest egyetlen, jelentős hosszban feltárt aktív hévizes barlangja. A Malom-tó és a Szent Lukács gyógyfürdő forrásbarlangja.

## Leírás

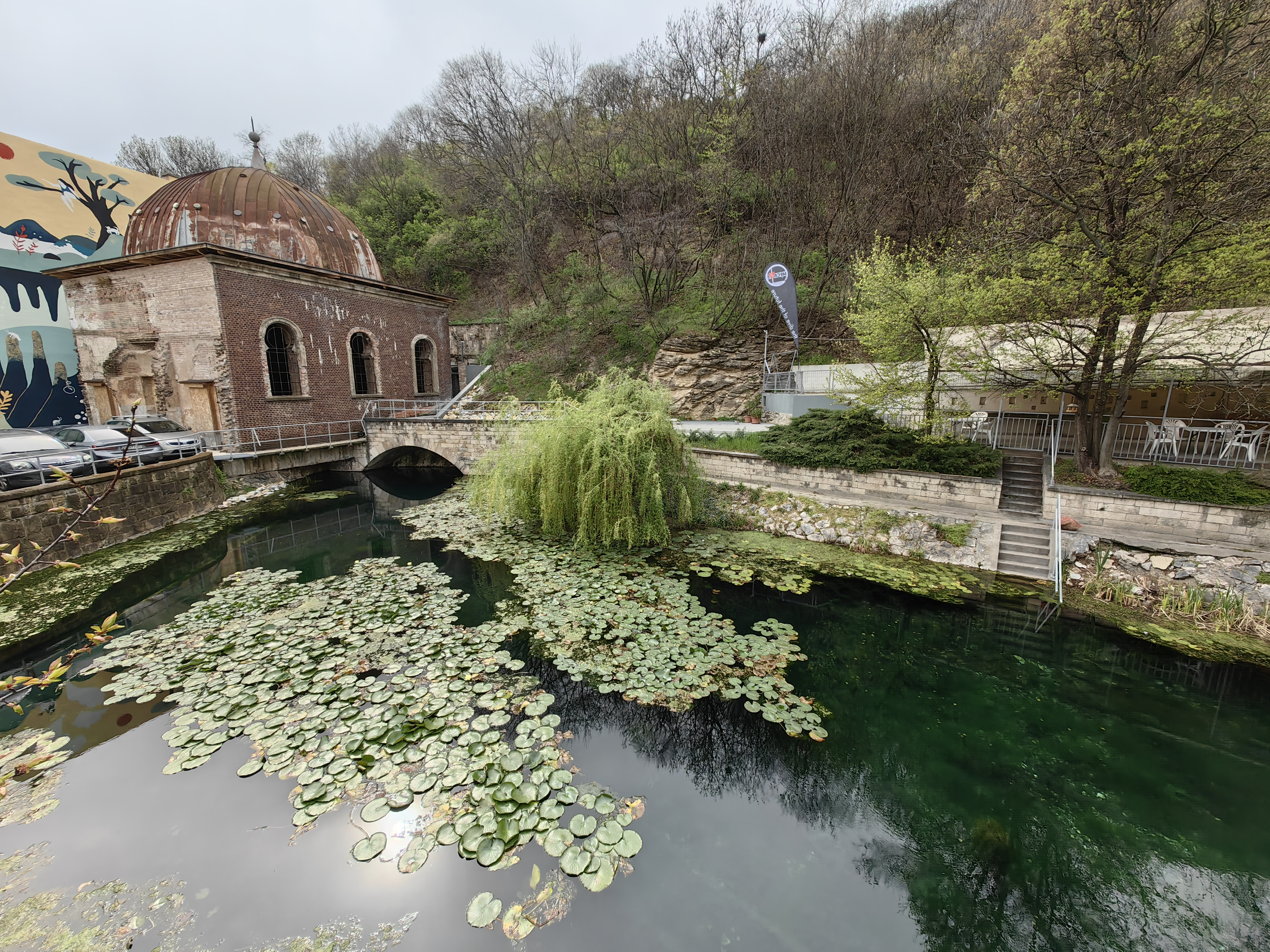
A barlang bejáratának környéke a Frankel Leó út felől. Bal oldalon az egykori Népgőzfürdő romos épülete, jobb oldalon a bezárt Malomtó Bisztró, az előtérben a Malom-tó.

1982 óta fokozottan védett barlang. Akkor még csak 450 méter volt ismert az eddig feltárt, hat kilométer hosszú, hasadék jellegű barlangból, amely még mindig nem a teljes barlang. A József-hegy lábánál, 100 m és 116 m tengerszint feletti magasságban helyezkednek el a bejáratai. Eocén márgában alakult ki.
Két, ember számára járható bejárata van és egy elméletileg kimutatott. A felső, száraz bejárata a Malom-tó felett, az alsó a tó vízszintje alatt található. A barlang a József-hegy lábánál található Malom-tó forrásainak a vizét vezeti el. A vizét a mélyből feltörő meleg és a Budai-hegységből érkező hideg karsztvíz adja. A falakat gömbüstök és hévforráscsövek díszítik. Mélyebben fekete, mangános bevonat borítja. A járataiban kétféle ászkarák és egy eddig szintén ismeretlen csigafaj él. Az öt nagy rózsadombi barlang közül ez az egyetlen, napjainkban is aktív, hévizes barlang. A barlangban fakadó, 20–23 °C-os termálvizet a Szent Lukács gyógyfürdő hasznosítja. A barlang le van zárva. Látogatásához és a merüléshez a Duna–Ipoly Nemzeti Park Igazgatóság engedélye szükséges.
A József-hegyi-barlang mai gyógyforrásokkal, illetve a mintegy 15 m-rel mélyebben elhelyezkedő Molnár János-barlanggal való valószínűsíthető kapcsolatát bizonyítja, hogy a József-hegyi-barlang átlagos hőmérséklete 13 °C felett van, azaz közel 2 °C-kal magasabb a többi Rózsadomb környéki barlanghoz képest.

## Név
A barlang a nevét arról a Molnár Jánosról kapta, aki az üreg száraz járatait már 1856-ban bejárta, és elemezte a barlang vizének kémiai összetételét. Vizsgálatairól az Orvosi Hetilap 1858. évi 33. számának 525. oldalán számolt be. Papp Ferenc az 1942-ben megjelent, Budapest meleg gyógyforrásai című könyvben említette, hogy az akkoriban Langyos-forrásbarlang néven ismert üreget annak első leírójáról, a budapesti gyógyforrások kutatójáról, Molnár Jánosról kellene elnevezni.
A szakirodalomban 1977-ben nevezték először Molnár János-barlangnak. Előfordul a barlang az irodalmában Langyos-forrásbarlang (Kordos 1984), Lukácsfürdő forrásbarlangja (Kalinovits 2003), Malomtavi-barlang (Kordos 1984), Malom-tó barlangja, Malomtó-forrásbarlangja (Kalinovits 2003), Molnár János Cave (Takácsné, Eszterhás, Juhász, Kraus 1989), Molnár János-forrásbarlang (Vitéz, Pap 1961), Molnár János-tavasbarlang (Pápa, Dénes 1982), Szent Lukács barlang (Kordos 1984), Szt. János-barlang (Kalinovits 2003) és Szt. Lukács-tavasbarlang (Kalinovits 2003) neveken is.

## Kutatástörténet
Az első, nyomtatásban megjelent tudósítás az üregről az 1858. évi Orvosi Hetilapban jelent meg. Első kutatója a barlang névadója, Molnár János volt. Molnár János a hegy oldalában nyíló üreget felmérte, és víz alatt lévő nagy barlangrendszer létezését feltételezte az általa írt tanulmányban. A felmérés adatainak felhasználásával készült térkép nyomtatásban nem jelent meg, az eredeti példány pedig nem lelhető fel. Papp Ferenc és Tarics Sándor 1937-ben felmérték a barlangot, majd a felmérés adatainak felhasználásával készült térkép 1942-ben, a Budapest meleg gyógyforrásai című könyvben publikálva lett. Az 1961-ben kiadott, Vitéz András és Pap Miklós által szerkesztett, Budapest című könyvben szó van arról, hogy a Molnár János-forrásbarlang a Lukács-fürdő Malom-tava mögött lévő domboldalban helyezkedik el. Érdekessége a barlang alján található víz, mely kristálytiszta és langyos (25 °C-os). A barlangban megfigyelhető az oldalfalakon lévő hófehér cseppkő és a patak egykori vízpartjainak nyoma.
Az FTSK Delfin Könnyűbúvár Szakosztály Plózer István által vezetett néhány tagja, 1972–1973-ban megszerkesztette a barlang térképvázlatát. A Bertalan Károly és Schőnviszky László által összeállított, 1976-ban megjelent Magyar barlangtani bibliográfia barlangnévmutatójában meg van említve a Budai-hegységben lévő barlang Malomtó-forrásbarlangja néven (Lukács-fürdő és Császár-fürdő). A barlangnévmutatóban fel van sorolva 6 irodalmi mű, amelyek foglalkoznak a barlanggal. 1976-ban vált országos jelentőségű barlanggá a 4700-as (Budapest és Budai-hegység) barlangkataszteri területen lévő, II. kerületi Molnár-János-barlang. Az 1976-ban összeállított, országos jelentőségű barlangok listájában lévő barlangnevek pontosítása után, 1977. május 30-án összeállított, országos jelentőségű barlangok listáján rajta van a Budapest II. kerületében található barlang Molnár-János-barlang néven.
Az 1977. december 31-i állapot szerint (MKBT Meghívó 1978. május) a Budai-hegységben lévő és 351,1 m hosszú Molnár János-barlang az ország 35. leghosszabb barlangja. Az 1977. évi Karszt és Barlangban megjelent összeállítás alapján, 1977. december 31-én Magyarország 37. leghosszabb barlangja a Budai-hegységben elhelyezkedő, 1977. december 31-én 351,1 m hosszú, 1976-ban és 1975-ben pedig ismeretlen hosszú Molnár János-barlang. Ez az összeállítás naprakészebb az 1978. májusi MKBT Meghívóban publikált listánál. Az 1980. évi Karszt és Barlang 1. félévi számában publikálva lett, hogy a kiemelt jelentőségű Molnár János-barlang a 4700-as barlangkataszteri területen (Budai-hegység és Érd környéke) helyezkedik el. A barlangnak 4762/5. a barlangkataszteri száma. Az MKBT Dokumentációs Bizottsága a helyszínen el fogja helyezni, a többi kiemelt jelentőségű barlanghoz hasonlóan, a barlang fémlapba ütött barlangkataszteri számát. A barlangkataszteri szám beütéséhez alapul szolgáló fémlap ugyanolyan lesz mint a többi kiemelt jelentőségű barlang fémlapja.
1982. július 1-től az Országos Környezet- és Természetvédelmi Hivatal elnökének 1/1982. (III. 15.) OKTH számú rendelkezése (1. §. és 3. §., illetve 5. sz. melléklet) értelmében a Budai-hegységben lévő Molnár János-barlang fokozottan védett barlang. Az 1982. szeptember–októberi MKBT Műsorfüzetben meg van említve, hogy a Budai-hegységben található Molnár János-barlang fokozottan védett barlang. A felsorolásban a barlangnevek az MKBT által jóváhagyott és használt helyesírás szerint, javított formában lettek közölve. 1982-ben a Ferencvárosi Természetbarát Sportkör Delfin Vízalatti Barlangkutató Csoportnak volt kutatási engedélye a barlang kutatásához.
A legújabb térképezés eredménye 1984-ben, a Magyarország barlangtérképei sorozat 5. füzetében jelent meg, amelyet Kalinovits Sándor és Kollár K. Attila szerkesztett. Az 1984-ben kiadott, Magyarország barlangjai című könyvben részletesen ismertetve van a Molnár János-barlang. Az országos barlanglistában szerepel a Budai-hegységben lévő barlang Molnár János-barlang néven, Szent Lukács barlang, Malomtavi-barlang és Langyos-forrásbarlang névváltozatokkal. A listához kapcsolódóan látható a Dunazug-hegység barlangjainak földrajzi elhelyezkedését bemutató, 1:500 000-es méretarányú térképen a barlang földrajzi elhelyezkedése. Az 1986. évi Karszt és Barlangban megjelent bibliográfia regionális bibliográfia részében szerepel a barlang Molnár János-barlang néven. Az összeállítás szerint a Karszt és Barlangban publikált írások közül 3 foglalkozik a barlanggal.
Az 1987. évi MKBT központi kutatótábor tájékoztatójában van egy ábra, amelyen megfigyelhető, hogy a budai barlangok közül néhány, pl. a Molnár János-barlang mekkora tszf. magasságban helyezkedik el, illetve ezeknek a barlangoknak mekkora a függőleges kiterjedése. Az 1987. december 31-i állapot alapján Magyarország 41. leghosszabb barlangja a 4762/5 barlangkataszteri számú, 414 m hosszú Molnár János-barlang. Az összeállítás szerint az 1977. évi Karszt és Barlangban közölt hosszúsági listában a barlang 351 m hosszú. Az 1987. december 31-i állapot alapján Magyarország 61. legnagyobb függőleges kiterjedésű barlangja a 4762/5 barlangkataszteri számú, 51,7 m függőleges kiterjedésű Molnár János-barlang. Az összeállítás szerint az 1977. évi Karszt és Barlangban közölt mélységi listában a barlang nincs benne. A barlang 36,9 m mély és 14,8 m magas.
Az 1989. évi Karszt és Barlangban lévő, Magyarország barlangjai című összeállításban szó van arról, hogy a Budai-hegység egyetlen, jelentősebb kiterjedésű, aktív melegvizes barlangja a Rózsadombon lévő Molnár János-barlang. A barlang légteres felső bejárata már a 19. században ismert volt. Könnyűbúvárok által feltárt, vízalatti szakaszának hossza meghaladja a 400 m-t. A Lukács-fürdőt tápláló forrásbarlang vizében a különböző hőmérsékletű komponensek keverednek. A publikációban lévő 5. ábrán (a szépvölgyi és rózsadombi barlangvidék nagy barlangjainak – illetve a forrásoknak – földrajzi elhelyezkedését szemléltető térkép) be van mutatva a barlang földrajzi elhelyezkedése. A folyóirat 1989. évi különszámában napvilágot látott ennek az utóbbi tanulmánynak az angol nyelvű változata (The caves of Hungary). Ebben a tanulmányban Molnár János Cave a barlang neve. Az angol nyelvű tanulmányhoz mellékelve megjelent egy olyan lista, amelyben Magyarország leghosszabb barlangjai vannak felsorolva. A felsorolás szerint a Budai-hegységben fekvő, 414 m hosszú Molnár János-barlang (Molnár János Cave) 1988-ban Magyarország 42. leghosszabb barlangja. (1977-ben a barlang 351 m hosszú volt.)
1990-ben az FTSK Delfin Vízalatti Barlangkutató Csoportnak volt kutatási engedélye a barlang kutatásához. Az 1993. március–áprilisi MKBT Műsorfüzetben megjelent, hogy a KTM Természetvédelmi Hivatal egy plakátsorozat megjelenését tervezte, amelyen a magyarországi fokozottan védett barlangok szerepelnek, és ehhez diákat keresett. Előkészítés alatt állnak a Budai-hegység fokozottan védett barlangjairól és a közeljövőben fokozottan védett barlangjairól készült plakátok, köztük a Molnár János-barlangot ábrázoló is. Ez a barlang is csillaggal lett megjelölve, amely azt jelenti, hogy leginkább erről a barlangról keres fényképet.
1998. május 14-től a környezetvédelmi és területfejlesztési miniszter 13/1998. (V. 6.) KTM rendelete szerint a Duna–Ipoly Nemzeti Park Igazgatóság illetékességi területén, a Budai-hegységben található Molnár János-barlang az igazgatóság engedélyével látogatható. 2001. május 17-től a környezetvédelmi miniszter 13/2001. (V. 9.) KöM rendeletének értelmében a Budai-hegység területén lévő Molnár János-barlang fokozottan védett barlang. Egyidejűleg a fokozottan védett barlangok körének megállapításáról szóló 1/1982. (III. 15.) OKTH rendelkezés hatályát veszti. 2002 novemberében, egy ismeretlen járat megnyílását követően történt egy nagy távlatokat nyitó felfedezés.
A 2003-ban napvilágot látott, Magyarország fokozottan védett barlangjai című könyvben lévő barlangismertetés szerint a Molnár János-barlang 420 m hosszú, 55 m függőleges kiterjedésű, 18 m magas, 37 m mély és vízszintes kiterjedése 60×80 m. A könyvben található, Egri Csaba és Nyerges Attila által készített hosszúsági lista szerint a Budai-hegységben lévő és 4762-5 barlangkataszteri számú Molnár János-barlang Magyarország 59. leghosszabb barlangja 2002-ben. A 2002-ben 420 m hosszú barlang 1977-ben 351 m és 1987-ben 414 m hosszú volt. A könyvben található, Egri Csaba és Nyerges Attila által készített mélységi lista szerint a Budai-hegységben lévő és 4762-5 barlangkataszteri számú Molnár János-barlang Magyarország 67. legmélyebb barlangja 2002-ben. A 2002-ben 55 m mély barlang 1987-ben 52 m mély volt.
A 2005-ben megjelent, Magyar hegyisport és turista enciklopédia című kiadványban önálló szócikke van a barlangnak. A szócikk szerint a Molnár János-barlang (Malom-tó barlangja) a Budai-hegység egyetlen, jelentős hosszban feltárt aktív hévizes barlangja. Fokozottan védett természeti érték. Budapest II. kerületében, a Malom-tónál, 100 és 116 m tszf. magasságban vannak a bejáratai. Felső, száraz bejárata a Malom-tó felett, az alsó pedig a tó vízszintje alatt helyezkedik el. Hasadék jellegű járatai eocén márgában húzódnak. A meleg vizek és a hideg karsztvizek keveredése játszott szerepet kioldódásában. A falakat hévforráscsövek és gömbüstök díszítik, mélyebben fekete, mangános bevonat borítja.
A barlang annak a patikusnak a nevét kapta, aki már 1856-ban bejárta száraz járatait, és a víz kémiai összetételét elemezte. 1953-ban kezdődött el a víz alatti részek feltárása és 1977-re elérte hossza a 420 m-t. Egy ismeretlen járat 2002. novemberi megnyílását követő, és jelenleg is tartó felderítő merülések eredményeként majdnem 3 km hosszú és kb. 62 m mély. A Lukács-fürdő hasznosítja a barlangban fakadó 20–23 °C-os termálvizet. A lezárt barlang megtekintéséhez és a merüléshez engedély kell. Kalinovits Sándor szócikkében meg van említve, hogy Kalinovits Sándor 2002. októbertől napjainkig a Molnár János-barlang víz alatti kutatásának vezetője. A barlang feltárt hossza eléri a 4000 m-t. Plózer István egyik legjelentősebb kutatási területe a Molnár János-barlang volt.
2005. szeptember 1-től a környezetvédelmi és vízügyi miniszter 22/2005. (VIII. 31.) KvVM rendelete szerint a Duna–Ipoly Nemzeti Park Igazgatóság működési területén, a Budai-hegységben található Molnár János-barlang a felügyelőség engedélyével látogatható. 2005. szeptember 1-től a környezetvédelmi és vízügyi miniszter 23/2005. (VIII. 31.) KvVM rendelete szerint a Budai-hegységben lévő Molnár János-barlang fokozottan védett barlang. 2007. március 8-tól a környezetvédelmi és vízügyi miniszter 3/2007. (I. 22.) KvVM rendelete szerint a Duna–Ipoly Nemzeti Park Igazgatóság működési területén lévő Budai-hegységben elhelyezkedő Molnár János-barlang az igazgatóság engedélyével tekinthető meg. 2007. március 8-tól a környezetvédelmi és vízügyi miniszter 3/2007. (I. 22.) KvVM rendelete szerint a Duna–Ipoly Nemzeti Park Igazgatóság működési területén lévő Molnár János-barlang a búvároktatásra igénybe vehető barlangok körébe és a látogatási célú barlangi búvármerülésre igénybe vehető barlangok körébe tartozik. Naponta legfeljebb 10 fő használhatja búvároktatásra és látogatási célú barlangi búvármerülésre.
2011. szeptember 21-én egészségügyi okokból Bodony Szilárd kutatóbúvár meghalt egy merülést követően. 2013. július 19-től a vidékfejlesztési miniszter 58/2013. (VII. 11.) VM rendelete szerint a Molnár János-barlang (Budai-hegység, Duna–Ipoly Nemzeti Park Igazgatóság működési területe) az igazgatóság hozzájárulásával látogatható. 2015. november 3-tól a földművelésügyi miniszter 66/2015. (X. 26.) FM rendelete szerint a Molnár János-barlang (Budai-hegység) fokozottan védett barlang. 2021. május 10-től az agrárminiszter 17/2021. (IV. 9.) AM rendelete szerint a Molnár János-barlang (Budai-hegység, Duna–Ipoly Nemzeti Park Igazgatóság működési területe) az igazgatóság engedélyével látogatható. A 13/1998. (V. 6.) KTM rendelet egyidejűleg hatályát veszti. A barlang nem kutatási célú barlangi búvármerülésre igénybe vehető (legfeljebb 50 fő/nap). A látogató búvárok haladását vezetőkötelek hálózata segíti, amelyeket a barlangkutató szakemberek az eddig feltárt járatokban feszítettek ki.

## Látogatási statisztika
A Molnár János-barlang látogatóinak száma évenként:
| év              | 2015 | 2016 | 2017 | 2018 |
| látogatók száma | 280  | 1894 | 1956 | 2150 |

### Weboldalak
- A Molnár János-barlang hivatalos facebook oldala
- A világ legnagyobb hévizes barlangján ül Buda, index.hu (magyar)
- Lemerültünk a víz alá a Rózsadomb gyomrában
- Országos Barlangnyilvántartás
- A Molnár János-barlang oldala